# Конєврате
Конєврате (хорв. Konjevrate) — населений пункт у Хорватії, у Шибеницько-Книнській жупанії у складі міста Шибеник.

## Населення
Населення за даними перепису 2011 року становило 173 осіб.
Динаміка чисельності населення поселення:

## Клімат
Середня річна температура становить 14,04 °C, середня максимальна – 29,03 °C, а середня мінімальна – -0,43 °C. Середня річна кількість опадів – 785 мм.
| Клімат поселення                              | Клімат поселення | Клімат поселення | Клімат поселення | Клімат поселення | Клімат поселення | Клімат поселення | Клімат поселення | Клімат поселення | Клімат поселення | Клімат поселення | Клімат поселення | Клімат поселення | Клімат поселення |
| Показник                                      | Січ.             | Лют.             | Бер.             | Квіт.            | Трав.            | Черв.            | Лип.             | Серп.            | Вер.             | Жовт.            | Лист.            | Груд.            |                  |
| Середній максимум, °C                         | 9,74             | 10,71            | 13,86            | 17,39            | 22,54            | 26,49            | 29,03            | 28,84            | 24,23            | 19,46            | 13,99            | 10,72            |                  |
| Середня температура, °C                       | 4,65             | 5,62             | 8,78             | 12,29            | 17,48            | 21,40            | 24,34            | 24,18            | 19,54            | 14,78            | 9,32             | 6,05             |                  |
| Середній мінімум, °C                          | −0,43            | 0,54             | 3,69             | 7,22             | 12,38            | 16,34            | 19,67            | 19,49            | 14,88            | 10,10            | 4,65             | 1,37             |                  |
| Норма опадів, мм                              | 69               | 61               | 66               | 70               | 55               | 54               | 31               | 46               | 73               | 82               | 97               | 81               |                  |
| Середньомісячна швидкість вітру, м/с          | 2.51             | 2.69             | 2.87             | 2.76             | 2.44             | 2.20             | 2.23             | 2.08             | 2.27             | 2.35             | 2.82             | 2.76             |                  |
| Середньомісячна сонячна радіація, кДж/м²·день | 5380             | 8129             | 11776            | 16428            | 20440            | 22894            | 24605            | 21415            | 16113            | 10375            | 5798             | 4572             |                  |
| --------------------------------------------- | ---------------- | ---------------- | ---------------- | ---------------- | ---------------- | ---------------- | ---------------- | ---------------- | ---------------- | ---------------- | ---------------- | ---------------- | ---------------- |
| Джерело:                                      |                  |                  |                  |                  |                  |                  |                  |                  |                  |                  |                  |                  |                  |